# Shawano
Shawano ist eine Gemeinde (mit dem Status „City“) im Shawano County im US-amerikanischen Bundesstaat Wisconsin. Im Jahr 2010 hatte Shawano 9305 Einwohner.
Die Wisconsin Towns Association hat ihr Hauptquartier in Shawano. Dabei handelt es sich um eine Interessenvertretung der 1259 Towns von Wisconsin mit insgesamt rund 1,7 Millionen Einwohnern.

## Name
Der Name kommt aus der Sprache der Anishinabe (Ojibwe) und bedeutet „südlich“.

## Geographie
Shawano liegt im mittleren Nordosten Wisconsins, an der Mündung des Abflusses des Shawano Lake in den Wolf River. Dieser gehört über den Fox River zum Einzugsgebiet der Green Bay des Michigansees.
Die geographischen Koordinaten von Shawano sind 44°46′56″ nördlicher Breite und 88°36′32″ westlicher Länge. Das Stadtgebiet erstreckt sich über eine Fläche von 17,28 km2.
Nachbarorte von Shawano sind Keshena in der Menominee Indian Reservation der Menominee (12 km nördlich), Cecil (13 km ostnordöstlich), Bonduel (14,6 km ostsüdöstlich), Belle Plaine (11 km südwestlich) und Thornton (7,8 km westnordwestlich).
Die nächstgelegenen größeren Städte sind Green Bay am Michigansee (61 km südöstlich), Wisconsins größte Stadt Milwaukee (240 km südsüdöstlich), Appleton (70,7 km südlich), Wisconsins Hauptstadt Madison (238 km südsüdwestlich), Wausau (93,4 km westlich), Eau Claire (250 km in der gleichen Richtung), die Twin Cities in Minnesota (373 km ebenfalls in der gleichen Richtung), Duluth am Oberen See in Minnesota (454 km nordwestlich) und Sault Ste. Marie in der kanadischen Provinz Ontario (468 km nordöstlich, gegenüber von Sault Ste. Marie, Michigan).

## Verkehr
In Shawano treffen folgende Fernstraßen zusammen:
| WIS 29 | WIS 29 ostwärts nach Green Bay, westwärts nach Wausau.                                                          |
| WIS 22 | WIS 22 nordwärts nach Gillett und südwärts nach Clintonville.                                                   |
| WIS 47 | WIS 47 gleichzeitig mit WIS 55 nördlich nach Keshena und südwärts östlich auf WIS 29 von Bonduel nach Appleton. |
| WIS 55 | WIS 55 gleichzeitig südlich mit WIS 29, bis sie sich in Seymour östlich teilt.                                  |

Alle weiteren Straßen sind untergeordnete Landstraßen, teils unbefestigte Fahrwege sowie innerörtliche Verbindungsstraßen.
In Shawano endet eine aus südöstlicher Richtung kommende Eisenbahnlinie für den Frachtverkehr der Canadian National Railway (CN).
Mit dem Shawano Municipal Airport befindet sich an der nordöstlichen Stadtgrenze ein kleiner Flugplatz. Die nächsten Verkehrsflughäfen sind der Central Wisconsin Airport bei Wausau (94,5 km westlich), der Outagamie County Regional Airport bei Appleton (75,1 km südlich) und der Austin Straubel International Airport von Green Bay (60,5 km südöstlich).

## Bevölkerung
Nach der Volkszählung im Jahr 2010 lebten in Shawano 9305 Menschen in 3960 Haushalten. Die Bevölkerungsdichte betrug 538,5 Einwohner pro Quadratkilometer. In den 3960 Haushalten lebten statistisch je 2,24 Personen.
Ethnisch betrachtet setzte sich die Bevölkerung zusammen aus 82,4 Prozent Weißen, 0,7 Prozent Afroamerikanern, 12,3 Prozent amerikanischen Ureinwohnern, 0,4 Prozent Asiaten, 0,1 Prozent Polynesiern sowie 1,2 Prozent aus anderen ethnischen Gruppen; 2,8 Prozent stammten von zwei oder mehr Ethnien ab. Unabhängig von der ethnischen Zugehörigkeit waren 3,1 Prozent der Bevölkerung spanischer oder lateinamerikanischer Abstammung.
23,0 Prozent der Bevölkerung waren unter 18 Jahre alt, 57,2 Prozent waren zwischen 18 und 64 und 19,8 Prozent waren 65 Jahre oder älter. 52,8 Prozent der Bevölkerung waren weiblich.
Das mittlere jährliche Einkommen eines Haushalts lag bei 37.919 USD. Das Pro-Kopf-Einkommen betrug 21.799 USD. 13,9 Prozent der Einwohner lebten unterhalb der Armutsgrenze.

## Bekannte Einwohner
- Evelyn Frechette (1907–1969) – Geliebte und Komplizin von John Dillinger – lebte und starb in Shawano[6]
- Daniel P. Leaf (* 1952) – U.S. Air Force Lieutenant General, ehemaliger Kommandant der United States Pacific Command[7] – geboren in Shawano
- Roger H. Stuewer (1934–2022) – Physiker und Wissenschaftshistoriker – geboren in Shawano[8]

## Bilder

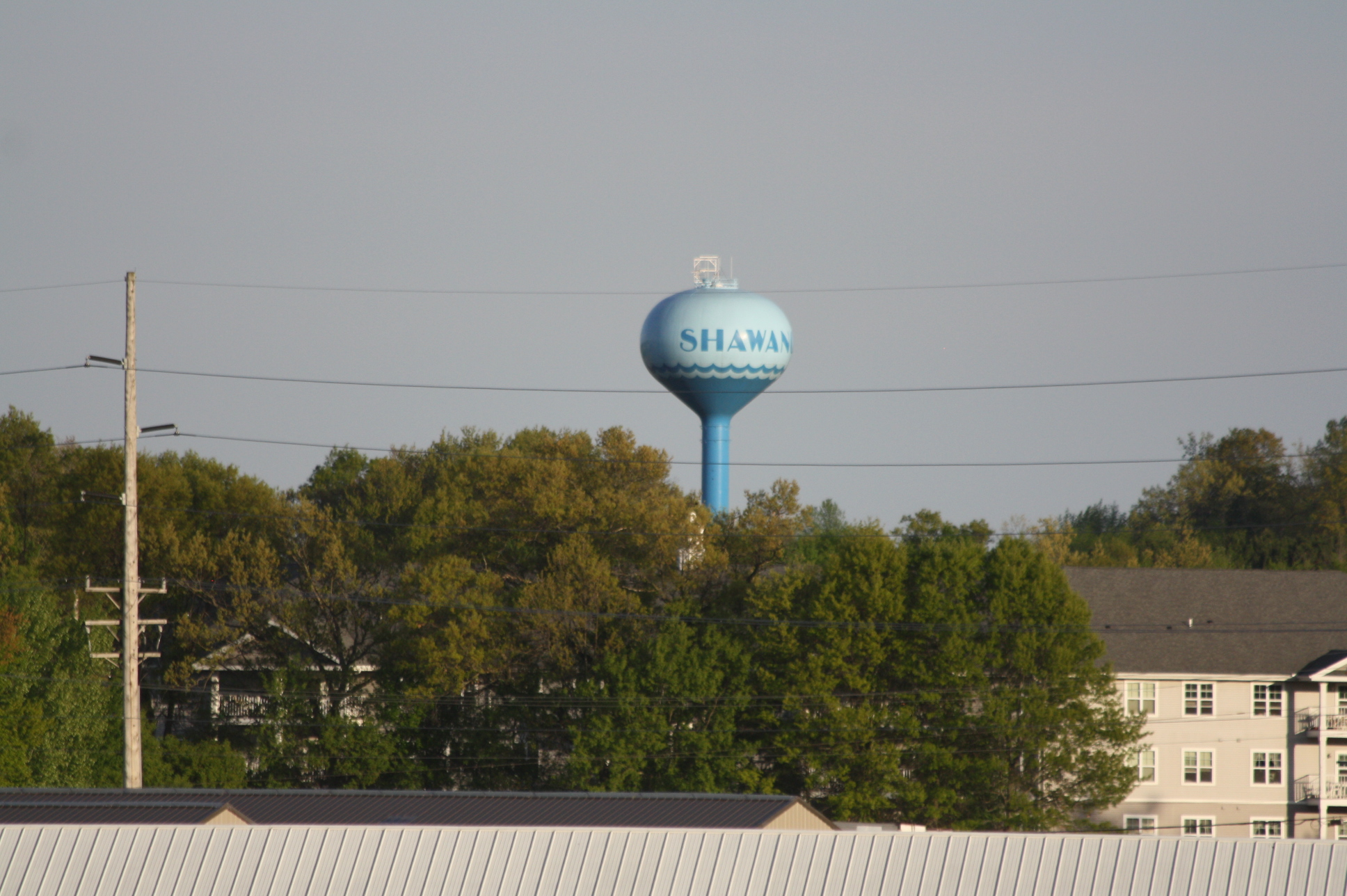
Wasserturm
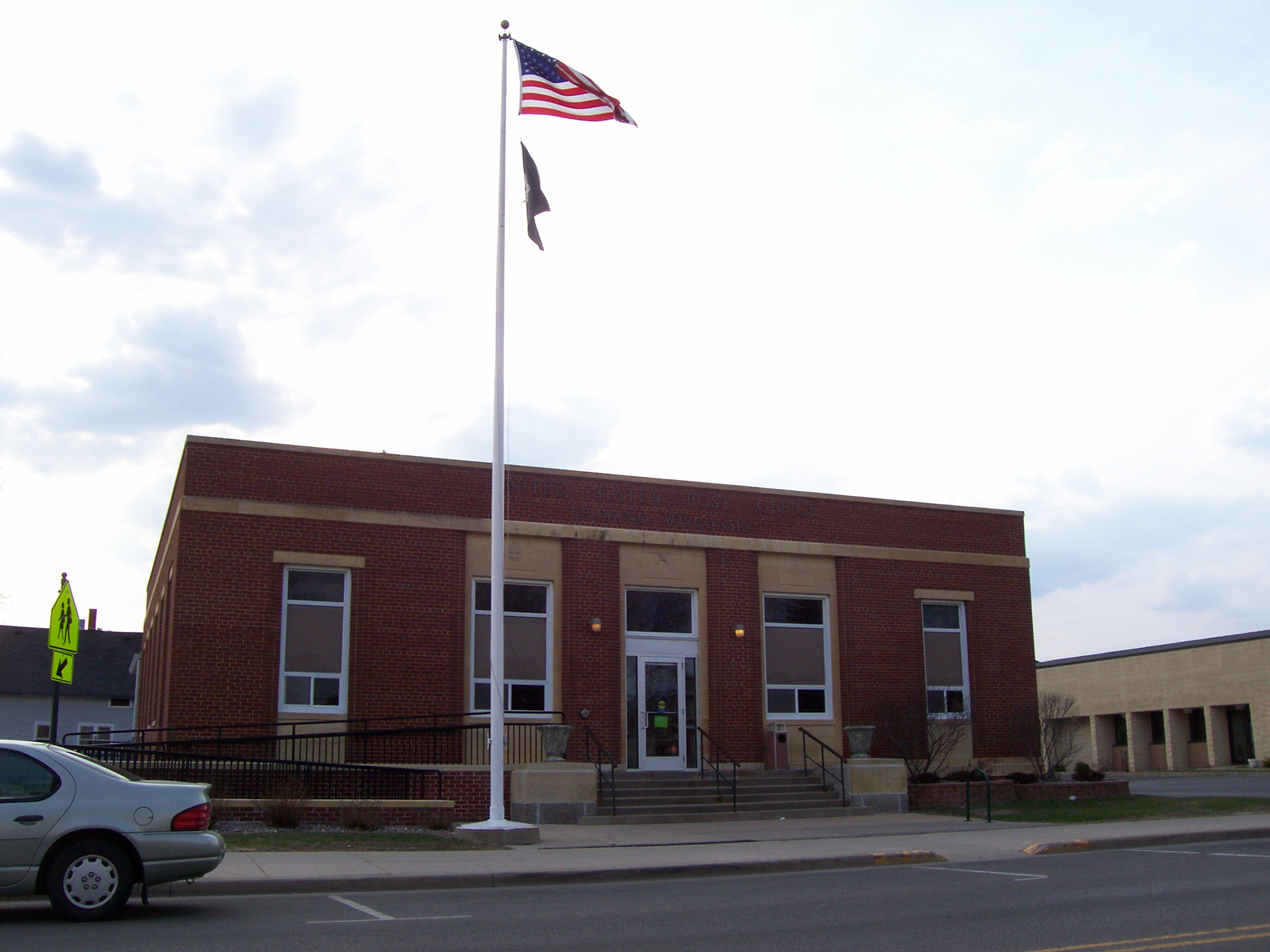
Postamt
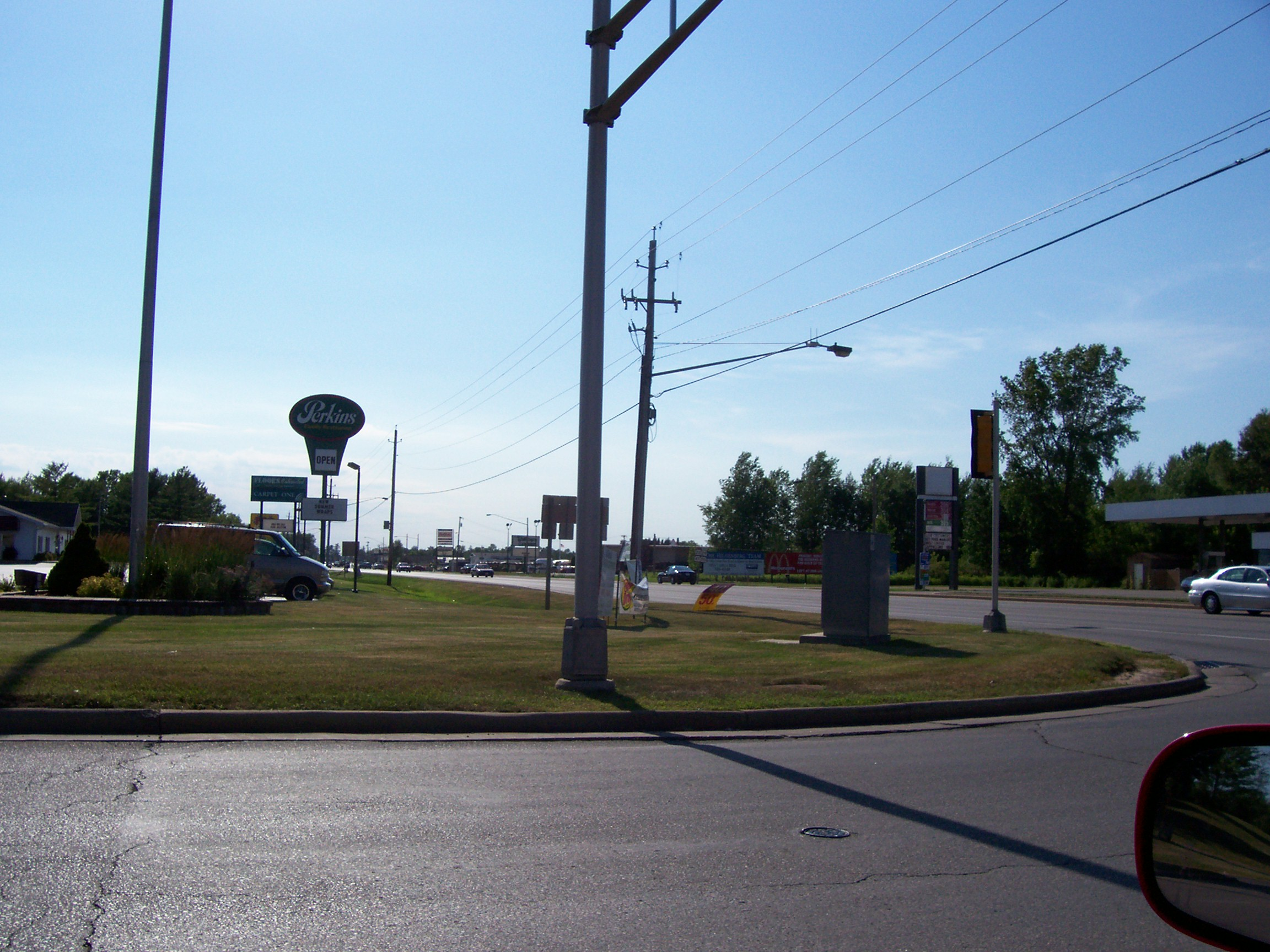
Shawano Business District
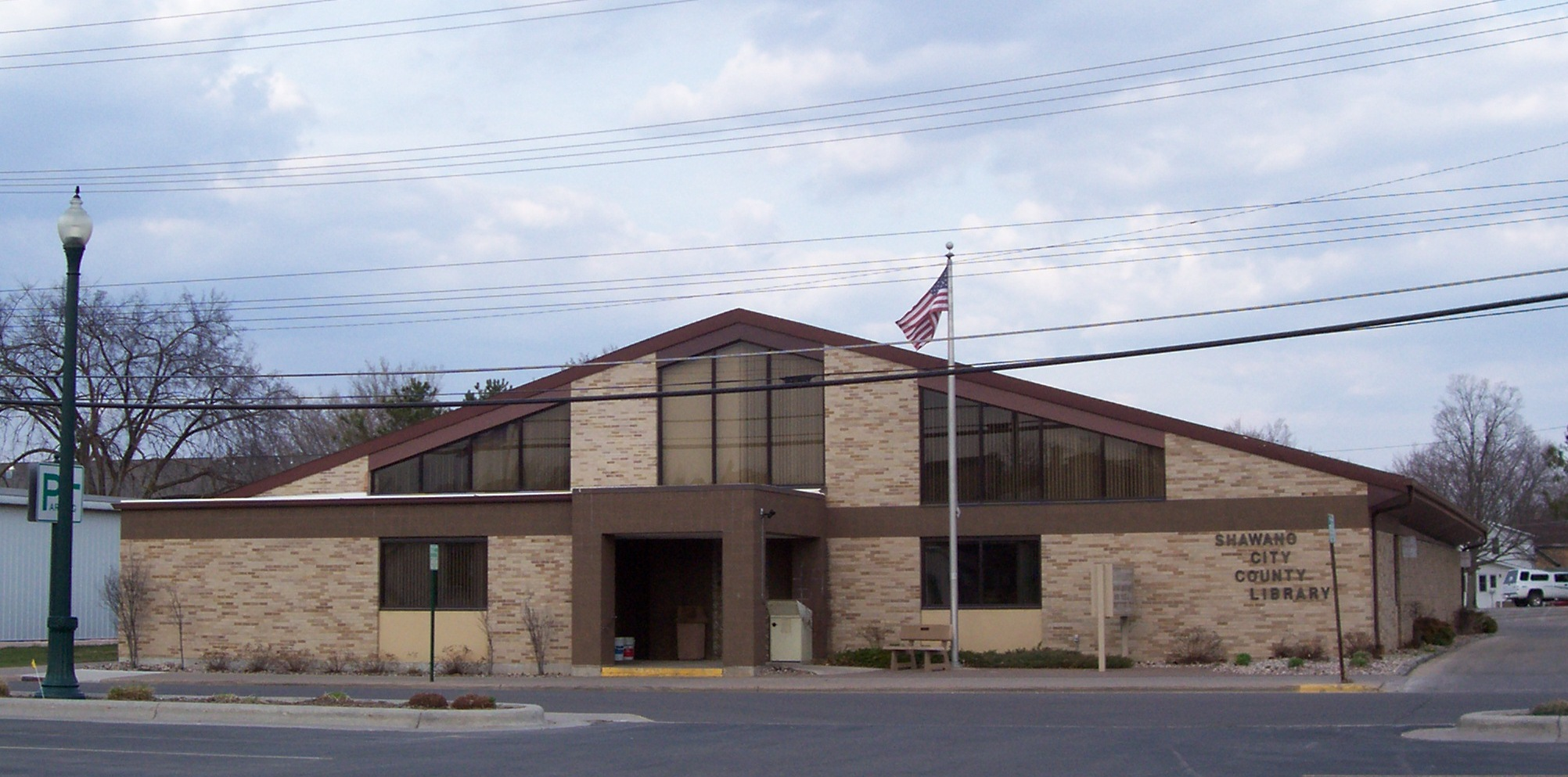
Shawano City County Library